# Achryson undulatum
Achryson undulatum  (лат.) — вид жуков-усачей из подсемейства собственно усачей. Распространён в Боливии (в департаменте Санта-Крус, на юге Боливии), Аргентине, Парагвае и Уругвае. Кормовым растением личинок является схинопсис Балансы.